# Hugo Gilmer
Hugo Gilmer (* 7. Januar 1822 in Wimpfen; † 4. Juli 1871 in Birkenau) war ein hessischer Gutsbesitzer und Politiker und Abgeordneter der 2. Kammer der Landstände des Großherzogtums Hessen.
Hugo Gilmer war der Sohn des Kirchenrats Heinrich Ludwig Gilmer (1783–1863) und dessen Ehefrau Louise Christine Sophie Elisabeth, geborene Freein von Gemmingen-Guttenberg-Bonfeld (1788–1834). Gilmer, der evangelischen Glaubens war, heiratete am 16. Mai 1864 in Birkenau Margarethe geborene Reinig (1840–1905).
Gilmer studierte ab 1841 Nationalökonomie an der Universität Gießen und war später Gutsbesitzer auf dem Haselhof bei Birkenau.
Von 1862 bis 1865 gehörte er der Zweiten Kammer der Landstände an. Er wurde für den Wahlbezirk Starkenburg 9/Fürth gewählt. In den Ständen vertrat er liberal-konservative Positionen.